# Gunlög Hagberg
Gunlög Margareta Hagberg (alternativnamn: Gunlög Mårdstam), född 11 mars 1931 i Fors församling, Eskilstuna, död 29 september 2021 i Nacka distrikt, var en svensk skådespelare och sångerska.

## Biografi
Hagberg har bland annat verkat vid Teatern i Gamla stan på 1950-talet (som i den omtalade uppsättningen av Drottningens juvelsmycke 1953) och med Povel Ramel i musikalen Funny Boy (1958–1959). Hon har också sjungit in en grammofonskiva med Rolf Larssons orkester på märket Silhuette (I ett litet krypin uppå vinn' och Mister Sandman) och medverkat i ett antal filmer, främst på 1950-talet. Gunlög Hagberg är begravd på Boo kyrkogård.

## Filmografi
- 1953 – En skärgårdsnatt
- 1953 – Vägen till Klockrike
- 1953 – Ogift fader sökes
- 1953 – Ursula – flickan i finnskogarna
- 1954 – Foreign Intrigue (TV-serie)
- 1955 – Våld
- 1956 – Kulla-Gulla
- 1956 – Sången om den eldröda blomman
- 1956 – Sjunde himlen
- 1957 – Det sjunde inseglet
- 1958 – Laila
- 1958 – Lek på regnbågen
- 1995 – Vi skulle ju bli lyckliga...

## Teater

### Roller (ej komplett)
| År   | Roll     | Produktion                                        | Regi             | Teater               |
| ---- | -------- | ------------------------------------------------- | ---------------- | -------------------- |
| 1953 | Adolfine | Drottningens juvelsmycke Carl Jonas Love Almqvist | Bengt Lagerkvist | Teatern i Gamla stan |
| 1953 | Häxa 2   | Macbeth William Shakespeare                       | Arne Forsberg    | Teatern i Gamla stan |
| 1958 |          | Magister Bläckstadius August Blanche              | Else Fisher      | Riksteatern          |